# عبدالمنعم الرفاعی
عبدالمنعم الرفاعی (عربی: عبد المنعم الرفاعي؛ زاده ۲۳ فوریه ۱۹۱۷ – درگذشته ۱۷ اکتبر ۱۹۸۵) سیاستمدار و شاعر اردنی؛ فلسطینی الاصل بود.

## فعالیت‌ها
وی در سال ۱۹۵۶ اولین نماینده اردن در سازمان ملل شد. همچنین به عنوان سفیر اردن در خیلی از کشورها از جمله آمریکا، لبنان، انگلستان و مصر فعالیت کرد. وی اردن را در اتحادیه عرب نیز نمایندگی کرد. الرفاعی در دو پروسه مارس ۱۹۶۹ و سپتامبر ۱۹۷۰ نخست‌وزیر اردن بود. همچنین در نخست‌وزیری «بهجت التلهونی» وزیر امور خارجه شد. وی پدر دیپلمات «عمر الرفاعی» است. مادر «عمر الرفاعی» «نهله القدسی» است. «نهله القدسی» بعداً همسر محمد عبدالوهاب موسیقی‌دان مشهور عرب شد.

## آثار
وی سرود ملی اردن را تنظیم کرد؛ همچنین تعداد زیادی قصیده سروده‌است که برخی توسط «محمد عبدالوهاب» خوانده شده‌است.